# Marina Aitova
Marina Aleksandrovna Koržova, coniugata Aitova (in kazako Марина Александровна Коржова-Аитова?; Karaganda, 13 settembre 1982), è un'ex altista kazaka, ex detentrice del record asiatico della specialità.

## Palmarès
| Anno | Manifestazione             | Sede                | Evento        | Risultato | Prestazione | Note |
| ---- | -------------------------- | ------------------- | ------------- | --------- | ----------- | ---- |
| 1999 | Mondiali U18               | Bydgoszcz           | Salto in alto | 4ª        | 1,79 m      |      |
| 1999 | Giochi dell'Asia centrale  | Biškek              | Salto in alto | Argento   | 1,83 m      |      |
| 1999 | Campionati asiatici U20    | Singapore           | Salto in alto | 4ª        | 1,79 m      |      |
| 2005 | Campionati asiatici        | Giacarta            | Salto in alto | Argento   | 1,83 m      |      |
| 2005 | Mondiali U20               | Santiago            | Salto in alto | 9ª        | 1,80 m      |      |
| 2001 | Giochi dell'Asia orientale | Osaka               | Salto in alto | 4ª        | 1,80 m      |      |
| 2001 | Campionati asiatici U20    | Bandar Seri Begawan | Salto in alto | Oro       | 1,85 m      |      |
| 2002 | Campionati asiatici        | Colombo             | Salto in alto | Bronzo    | 1,84 m      |      |
| 2002 | Giochi asiatici            | Pusan               | Salto in alto | Argento   | 1,88 m      |      |
| 2003 | Mondiali indoor            | Birmingham          | Salto in alto | 17ª (q)   | 1,87 m      |      |
| 2003 | Giochi dell'Asia centrale  | Dušanbe             | Salto in alto | Oro       | 1,89 m      |      |
| 2003 | Mondiali                   | Saint-Denis         | Salto in alto | 23ª (q)   | 1,80 m      |      |
| 2003 | Giochi afro-asiatici       | Hyderabad           | Salto in alto | Oro       | 1,88 m      |      |
| 2004 | Giochi olimpici            | Atene               | Salto in alto | 31ª (q)   | 1,85 m      |      |
| 2006 | Campionati asiatici indoor | Pattaya             | Salto in alto | Oro       | 1,93 m      |      |
| 2006 | Giochi asiatici            | Doha                | Salto in alto | Oro       | 1,93 m      |      |
| 2007 | Universiadi                | Bangkok             | Salto in alto | Oro       | 1,92 m      |      |
| 2007 | Mondiali                   | Osaka               | Salto in alto | 7ª        | 1,94 m      |      |
| 2008 | Mondiali indoor            | Valencia            | Salto in alto | 5ª        | 1,95 m      |      |
| 2008 | Giochi olimpici            | Pechino             | Salto in alto | 7ª        | 1,93 m      |      |
| 2009 | Mondiali                   | Berlino             | Salto in alto | 11ª (q)   | 1,92 m      |      |
| 2010 | Campionati asiatici indoor | Teheran             | Salto in alto | Oro       | 1,93 m      |      |
| 2010 | Mondiali indoor            | Doha                | Salto in alto | 7ª        | 1,91 m      |      |
| 2011 | Campionati asiatici        | Kōbe                | Salto in alto | Bronzo    | 1,89 m      |      |
| 2011 | Mondiali                   | Taegu               | Salto in alto | 18ª (q)   | 1,89 m      |      |
| 2012 | Mondiali indoor            | Istanbul            | Salto in alto | 18ª (q)   | 1,83 m      |      |
| 2012 | Giochi olimpici            | Londra              | Salto in alto | nm        | nm          |      |
| 2013 | Campionati asiatici        | Pune                | Salto in alto | Bronzo    | 1,88 m      |      |
| 2013 | Mondiali                   | Mosca               | Salto in alto | 24ª (q)   | 1,83 m      |      |
| 2014 | Giochi asiatici            | Incheon             | Salto in alto | 4ª        | 1,85 m      |      |

## Altre competizioni internazionali
2006
- Bronzo in Coppa del mondo ( Atene), salto in alto - 1,94 m